# DEL2
DEL2 är den näst högsta ligan i den tyska ishockeyn efter Deutsche Eishockey Liga (DEL). Ligan grundades 2013 och drivs av Eishockeyspielbetriebsgesellschaft (ESBG).
Ligan hade 12 lag som deltog i premiärsäsongen 2013/2014, sedan expanderades ligan till att omfatta 14 lag säsongen 2014/2015.

## Mästare
| Säsong  | Mästare             | Finalmotståndare    |
| ------- | ------------------- | ------------------- |
| 2013/14 | Fischtown Pinguins  | Bietigheim Steelers |
| 2014/15 | Bietigheim Steelers | Fischtown Pinguins  |